# Joey Tafolla
Joey Tafolla (30 maggio 1962) è un chitarrista statunitense heavy metal.

## Biografia
Dopo essere stato membro dei Jag Panzer, iniziò la carriera solista con l'etichetta Shrapnel Records di Mike Varney durante gli anni '80, ed emerse assieme ad altri shredder (chitarrista dotato di notevole tecnica e velocità) del tempo, come Marty Friedman, Jason Becker, Paul Gilbert, Richie Kotzen, Tony MacAlpine e Vinnie Moore.
Nella seconda metà degli anni Ottanta, s'inserisce nella scena neoclassica con il suo primo album Out Of The Sun, pubblicato nel 1987, con ospiti Tony MacAlpine alle tastiere e Paul Gilbert alla chitarra. Joey dimostra subito di essere tecnicamente molto preparato e allo stesso tempo dotato di grande personalità. Ben presto guadagnerà collaborazioni a progetti rock e a compilation chitarristiche del settore shredding.
Dopo quattro anni dal suo primo disco, nel 1991 cambia totalmente genere con Infra-Blue, un lavoro quasi rock-fusion in trio, con Joey completamente diverso e pieno di idee shuffle nei riff, ma non manca una serie di virtuosismi, eseguiti principalmente nell'uso del legato. Con questo disco Joey si afferma abbastanza da poter tenere clinics e seminari in tutto il mondo, pubblicando un video didattico per la Reh Video e dedicandosi all'insegnamento.
La sua carriera solistica prosegue in modo eccellente, assorbendo varie influenze. Nel Giugno 2001 esce il suo terzo album Plastic, nel quale Joey cerca ancora di sperimentare nuove soluzioni, pur continuando ad attingere dal suo enorme bagaglio virtuosistico.
Joey è stato titolare della JTM MERCHANDISING, una ditta che produceva abbigliamento ed accessori, con sede in Huntington Beach, California.

## Discografia

### Album solisti
- 1987 - Out of the sun
- 1991 - Infra-Blue
- 2001 - Plastic

### Album con i Jag Panzer
- 1984 - Ample Destruction
- 1997 - Fourth Judgement

## Videografia
- Shredding (REH VIDEO - 1993)